# Tohru Fujisawa
Tooru Fujisawa (藤沢とおる, Fujisawa Tooru, nascut en 1967) és un mangaka japonès. El seu nom està romanitzat com Tohru Fujisawa en els llibres en anglès Great Teacher Onizuka de Tokyopop i com Toru Fujisawa en els lliuraments bilingües de Kodansha. El seu primer treball serialitzat fou Adesugata Junjou Boy, publicat en 1989 al Weekly Shonen Magazine. El treball més conegut de Fujisawa és Great Teacher Onizuka (GTO) del motociclista, Eikichi Onizuka, i la seua voluntat de convertir-se en professor. És una seqüela de Shōnan Jun'ai Gumi! i una història paral·lela de Bad Company. En 1998, Fujisawa guanyà el Kodansha Manga Award per Great Teacher Onizuka.

## Treballs
- Love You (1989, Magazine Fresh!, Kodansha)
- Adesugata Junjou Boy (艶姿純情Boy, 1989, Weekly Shonen Magazine, Kodansha)
- Shōnan Jun'ai Gumi! (湘南純愛組!, 1990-1996, Weekly Shonen Magazine, Kodansha)
- Bad Company (1996, Weekly Shonen Magazine, Kodansha)
- Great Teacher Onizuka (1997-2002, Weekly Shonen Magazine, Kodansha)
- Rose Hip Rose (2002-2003, Young Magazine Uppers, Kodansha)
- Tokko (特公, 2003, Monthly Afternoon, Kodansha)
- Wild Base Ballers (2003, Weekly Shonen Magazine, Kodansha. Artwork by Taroh Sekiguchi)
- Himitsu Sentai Momoider (ひみつ戦隊モモイダー, 2003/2006-2007, Weekly Young Jump, Young Jump Extra Edition Mankaku, Shueisha)
- Rose Hip Zero (2005-2006, Weekly Shonen Magazine, Kodansha)
- Magnum Rose Hip (2006, Weekly Shonen Magazine, Kodansha)
- Kamen Teacher (仮面ティーチャー, 2006-2007, Weekly Young Jump, Shueisha)
- Reverend D (2006-, Monthly Comic REX, Ichijinsha)
- Animal Joe (アニマルJOE, 2006/2008, Big Comic Spirits, Shogakukan)
- Unhappy! (あんハピっ!, 2008, Comic Charge, Kadokawa)
- Tooi Hoshi kara Kita ALICE (遠い星から来たALICE, 2008, Big Comic Spirits, Shogakukan)
- GTO Shonan 14 Days (2009-, Weekly Shonen Magazine, Kodansha)

Altres títols coneguts són Rose Hip Rose, Rose Hip Zero, i Tokko.